# Another Side Memories〜Precious Best〜
『Another Side Memories〜Precious Best〜』（アナザー・サイド・メモリーズ プレシャス・ベスト）は、DEENのカップリング・ベスト・アルバム。

## 作品の解説
- 別バージョン、ライブ音源、カバーを除くデビューから2004年までの全シングルのカップリング曲を収録（「少年」のみ両A面シングル）。
- 全曲自作曲で、作詞はすべて池森秀一が担当した曲である。
- 初回盤のみ、1998年に渋谷公会堂で行われた「DEEN LIVE JOY-Break2～All over the world～」のライブ映像を収録したDVDを付属。また、同時発売の「ALL TIME LIVE BEST」との連動応募券を封入。
- DEENが1998年の15thシングル君さえいればリリースまで所属していた、ビーイング傘下のB-Gram RECORDSからのリリースである。
- ビーイングは他社に移籍したアーティストに無許可で非公認アルバムをリリースすることがよくあるが、本作はDEEN公認ベストアルバムである。そのためメンバーの最新のアーティスト写真が歌詞カードに使われている。
- 本作の発売に合わせて、ビーイングがDEEN公式ホームページを開設した。SMEによる公式ページと、B-Gram RECORDSによって開設され、現在グッデイによって管理、更新されている公式サイトの2つがある。この為ビーイングの音楽配信サイトのDEENのページから、移籍後も現在の公式サイトに直接リンクが張られている。
- BERG レーベルへ移籍した後の収録楽曲(「手ごたえのない愛」以降)のクレジットには、発売時点で楽曲の原盤権を所有している、アリオラジャパンの許諾を受けている事を示すため、『Ariola Japan Inc.』と記載されている。

## 収録曲

### DISC1
1. DREAMIN'
  - 作詞・作曲:池森秀一　編曲:大島こうすけ

1stシングル『このまま君だけを奪い去りたい』のカップリング曲。アルバム初収録。原曲は池森秀一のソロ楽曲（アルバム『ウーマンドリーム』に収録）。
2. 夢のつづき......Love in my dream
  - 作詞・作曲:池森秀一　編曲:葉山たけし

2ndシングル『翼を広げて』のカップリング曲。アルバム初収録。
3. FOREVER
  - 作詞･作曲:池森秀一　編曲:大島こうすけ

3rdシングル『Memories』のカップリング曲。
4. さよならも言わないで ～Rain～
  - 作詞･作曲:池森秀一　編曲:池田大介

4thシングル『永遠をあずけてくれ』のカップリング曲。アルバム初収録。
5. いつか僕の腕の中で
  - 作詞:池森秀一　作曲:山根公路　編曲:池田大介

5thシングル『瞳そらさないで』のカップリング曲。シングルバージョンはアルバム初収録。
6. Run Around
  - 作詞・作曲:池森秀一　編曲:葉山たけし

6thシングル『Teenage dream』のカップリング曲。アルバム初収録。
7. もう一度・・・
  - 作詞･作曲:池森秀一　編曲:池田大介

7thシングル『未来のために』のカップリング曲。アルバム初収録。
8. 少年
  - 作詞:池森秀一　作曲:山根公路・田川伸治　編曲:古井弘人

8thシングル両A面曲。
9. 日曜日
  - 作詞･作曲:池森秀一　編曲:池田大介

9thシングル『ひとりじゃない』のカップリング曲。シングルバージョンはアルバム初収録。
10. 月に照らされて
  - 作詞:池森秀一　作曲:山根公路　編曲:古井弘人

10thシングル『SUNSHINE ON SUMMER TIME』のカップリング曲。アルバム初収録。
11. Dancin' alone
  - 作詞:池森秀一　作曲:池森秀一・田川伸治　編曲:DEEN

11thシングル『素顔で笑っていたい』のカップリング曲。アルバム初収録。
12. love me
  - 作詞:池森秀一　作曲:山根公路　編曲:池田大介

12thシングル『君がいない夏』のカップリング曲。シングルバージョンはアルバム初収録。
13. 海の見える街 ～Indigo Days～
  - 作詞:池森秀一　作曲:宇津本直紀　編曲:池田大介

13thシングル『夢であるように』のカップリング曲。アルバム初収録。
14. go with you
  - 作詞･作曲:池森秀一　編曲:池田大介

14thシングル『遠い空で』のカップリング曲。アルバム初収録。
15. TAKE OFF ～まだ 始まったばかり～
  - 作詞:池森秀一　作曲:田川伸治　編曲:DEEN

15thシングル『君さえいれば』のカップリング曲。アルバム初収録。

### DISC2
1. 愛しい人
  - 作詞:池森秀一　作曲:田川伸治　編曲:DEEN

16thシングル『手ごたえのない愛』のカップリング曲。アルバム初収録。
2. 晴れた空の下、きみつれて
  - 作詞:池森秀一　作曲:山根公路・宇津本直紀　編曲:DEEN

17thシングル『遠い遠い未来へ』のカップリング曲。アルバム初収録。
3. Burning my soul
  - 作詞:池森秀一　作曲:山根公路・宇津本直紀　編曲:DEEN

18thシングル『JUST ONE』のカップリング曲。アルバム初収録。
4. すてちまえ!
  - 作詞:池森秀一　作曲:田川伸治　編曲:DEEN

19thシングル『MY LOVE』のカップリング曲。シングルバージョンはアルバム初収録。
5. The Room
  - 作詞:池森秀一　作曲:宇津本直紀　編曲:DEEN

1stコンセプチュアル・マキシシングル『Classics One WHITE Christmas time』の3曲目。
6. Power of Love（Cool-mix）
  - 作詞:池森秀一　作曲・編曲:DEEN

20thシングル『Power of Love』のカップリングに収録されている別バージョン。このバージョンはアルバム初収録。
7. 恋人よ、夢も嘘もすべて
  - 作詞:池森秀一　作曲・編曲:DEEN

2ndコンセプチュアル・マキシシングル『Classics Two SEPIA 秋桜 〜more & more〜』の3曲目。シングルバージョンはアルバム初収録。
8. Break it!
  - 作詞・作曲:池森秀一　編曲:DEEN・時乗浩一郎

24thシングル『Birthday eve 〜誰よりも早い愛の歌〜』のカップリング曲。
9. 桜の下で逢いましょう
  - 作詞:池森秀一　作曲:山根公路　編曲:DEEN

25thシングル『翼を風に乗せて〜fly away〜』のカップリング曲。アルバム初収録。
10. Paradise
  - 作詞・作曲:池森秀一　編曲:DEEN

26thシングル『太陽と花びら』のカップリング曲。
11. Re-Birth
  - 作詞:池森秀一　作曲:田川伸治　編曲:DEEN

27thシングル『ユートピアは見えてるのに』のカップリング曲。アルバム初収録。
12. 月光の渚
  - 作詞:池森秀一　作曲:田川伸治　編曲:DEEN

28thシングル『レールのない空へ』のカップリング曲。
13. Summer Breeze
  - 作詞・作曲:池森秀一　編曲:DEEN・時乗浩一郎

29thシングル『STRONG SOUL』のカップリング曲。
14. Fine day
  - 作詞:池森秀一　作曲:田川伸治　編曲:DEEN

30thシングル『愛の鐘が世界に響きますように…』のカップリング曲。アルバム初収録。

## 特典DVD
※DEEN LIVE JOY-Break2 〜All over the world〜 at Shibuya Kokaido
1. このまま君だけを奪い去りたい
2. love me
3. SUNSHINE ON SUMMER TIME
4. 君がいない夏
5. 遠い空で
6. 君の心に帰りたい
7. 未来のために
8. 広い世界で君と出逢った
9. ありったけの笑顔
10. Memories
11. 恋が突然よみがえる
12. 素顔で笑っていたい
13. 夢であるように
14. Sha･la･la･la 〜I wish〜
15. Crazy for you
16. ひとりじゃない
17. 果てない世界へ
18. 君さえいれば
19. 銀色の夢
20. 瞳そらさないで
21. 翼を広げて